# Stuhleck
Stuhleck (1782 m n. m.) je hora ve skupině Fischbacher Alpen v rakouské spolkové zemi Štýrsko. Nachází se asi 6 km východojihovýchodně od města Mürzzuschlag mezi obcemi Spital am Semmering a Rettenegg. Na vrcholu stojí horská chata Alois-Günther-Haus. Stuhleck je nejvyšším bodem nejen skupiny Fischbacher Alpen, ale i celku Hory východně od řeky Mury. Na úbočích se rozkládá stejnojmenné lyžařské středisko, které je součástí areálu Semmering.
Vrchol Stuhleck byl dostoupen na lyžích jako vůbec první alpská hora v Rakousku. Lyžařský výstup a sjezd uskutečnili tři muži v únoru 1892.
Nejjednodušší přístup na vrchol vede po značené turistické trase č. 740 (součást dálkového turistické cesty Zentralalpenweg 02) od parkoviště v sedle Pfaffensattel (1372 m n. m.).